# Дреготешть (Горж)
Дреготешть, Дреготешті (рум. Drăgotești) — село у повіті Горж в Румунії. Входить до складу комуни Дреготешть.
Село розташоване на відстані 237 км на захід від Бухареста, 25 км на південний захід від Тиргу-Жіу, 76 км на північний захід від Крайови.

## Населення
За даними перепису населення 2002 року у селі проживали 1274 особи, усі — румуни. Усі жителі села рідною мовою назвали румунську.